# Volta Limburg Classic 2015
La 42e édition de la Volta Limburg Classic a eu lieu le 4 avril 2015. La course fait partie du calendrier UCI Europe Tour 2015 en catégorie 1.1.
L'épreuve a été remportée par le Suisse Stefan Küng (BMC Racing) qui s'impose vingt-sept secondes devant un groupe de cinq coureurs réglé au sprint pour la deuxième place par le Polonais Maciej Paterski (CCC Sprandi Polkowice) devant le Belge Dylan Teuns (BMC Racing).

## Présentation

### Équipes
Classée en catégorie 1.1 de l'UCI Europe Tour, la Volta Limburg Classic est par conséquent ouverte aux WorldTeams dans la limite de 50 % des équipes participantes, aux équipes continentales professionnelles, aux équipes continentales et aux équipes nationales.
Vingt-deux équipes participent à cette Volta Limburg Classic - deux WorldTeams, huit équipes continentales professionnelles et douze équipes continentales :
| UCI WorldTeams  | UCI WorldTeams | UCI WorldTeams |
| Nom de l'équipe | Pays           | Code           |
| --------------- | -------------- | -------------- |
| BMC Racing      | États-Unis     | BMC            |
| Lotto NL-Jumbo  | Pays-Bas       | TLJ            |

| Équipes continentales professionnelles | Équipes continentales professionnelles | Équipes continentales professionnelles |
| Nom de l'équipe                        | Pays                                   | Code                                   |
| -------------------------------------- | -------------------------------------- | -------------------------------------- |
| Bardiani CSF                           | Italie                                 | BAR                                    |
| CCC Sprandi Polkowice                  | Pologne                                | CCC                                    |
| Cult Energy                            | Danemark                               | CLT                                    |
| Nippo-Vini Fantini                     | Italie                                 | NIP                                    |
| Roompot Oranje Peloton                 | Pays-Bas                               | ROP                                    |
| Southeast                              | Italie                                 | STH                                    |
| Topsport Vlaanderen-Baloise            | Belgique                               | TSV                                    |
| Wanty-Groupe Gobert                    | Belgique                               | WGG                                    |

| Équipes continentales         | Équipes continentales | Équipes continentales |
| Nom de l'équipe               | Pays                  | Code                  |
| ----------------------------- | --------------------- | --------------------- |
| 3M                            | Belgique              | MMM                   |
| An Post-ChainReaction         | Irlande               | SKT                   |
| Baby-Dump                     | Pays-Bas              | BBD                   |
| Jo Piels                      | Pays-Bas              | CJP                   |
| Join-S-De Rijke               | Pays-Bas              | RIJ                   |
| Metec-TKH-Mantel              | Pays-Bas              | MET                   |
| Parkhotel Valkenburg          | Pays-Bas              | PVC                   |
| Rabobank Development          | Pays-Bas              | RDT                   |
| Trefor-Blue Water             | Danemark              | TBW                   |
| Vastgoedservice-Golden Palace | Belgique              | VGS                   |
| Verandas Willems              | Belgique              | VER                   |
| Wallonie-Bruxelles            | Belgique              | WBC                   |

### Règlement de la course

#### Primes
Les vingt prix sont attribués suivant le barème de l'UCI,. Le total général des prix distribués est de 14 477 €.
| Position | 1er     | 2e      | 3e      | 4e    | 5e    | 6e    | 7e    | 8e    | 9e    | 10e à 20e |
| Prix     | 5 785 € | 2 895 € | 1 445 € | 715 € | 580 € | 433 € | 433 € | 287 € | 287 € | 147 €     |

## Classements

### Classement final
| Classement final | Classement final     | Classement final | Classement final      | Classement final  |
|                  | Coureur              | Pays             | Équipe                | Temps             |
| ---------------- | -------------------- | ---------------- | --------------------- | ----------------- |
| 1er              | Stefan Küng          | Suisse           | BMC Racing            | en 5 h 2 min 30 s |
| 2e               | Maciej Paterski      | Pologne          | CCC Sprandi Polkowice | + 27 s            |
| 3e               | Dylan Teuns          | Belgique         | BMC Racing            | + 27 s            |
| 4e               | Enrico Battaglin     | Italie           | Bardiani CSF          | + 27 s            |
| 5e               | Rasmus Guldhammer    | Danemark         | Cult Energy           | + 27 s            |
| 6e               | Søren Kragh Andersen | Danemark         | Trefor-Blue Water     | + 27 s            |
| 7e               | Amaël Moinard        | France           | BMC Racing            | + 29 s            |
| 8e               | Wilco Kelderman      | Pays-Bas         | Lotto NL-Jumbo        | + 31 s            |
| 9e               | Damiano Cunego       | Italie           | Nippo-Vini Fantini    | + 31 s            |
| 10e              | Steven Kruijswijk    | Pays-Bas         | Lotto NL-Jumbo        | + 35 s            |
| modifier         |                      |                  |                       |                   |

### UCI Europe Tour
Cette Volta Limburg Classic attribue des points pour l'UCI Europe Tour 2015, par équipes seulement aux coureurs des équipes continentales professionnelles et continentales, individuellement à tous les coureurs sauf ceux faisant partie d'une équipe ayant un label WorldTeam.
| Position,          | 1er | 2e | 3e | 4e | 5e | 6e | 7e | 8e | 9e | 10e | 11e | 12e |
| Classement général | 80  | 56 | 32 | 24 | 20 | 16 | 12 | 8  | 7  | 6   | 5   | 3   |

## Liste des participants
- Liste de départ complète

| Légende | Légende                                                                    | Légende | Légende                                                    |
| ------- | -------------------------------------------------------------------------- | ------- | ---------------------------------------------------------- |
| Num     | Dossard de départ porté par le coureur sur cette Volta Limburg Classic     | Pos     | Position à l'arrivée de la course                          |
|         | Indique un maillot de champion national ou mondial, suivi de sa spécialité | NP      | Indique un coureur qui n'a pas pris le départ de la course |
| AB      | Indique un coureur qui n'a pas terminé la course                           | HD      | Indique un coureur qui a terminé la course hors des délais |

| Lotto NL-Jumbo TLJ                  | Lotto NL-Jumbo TLJ      | Lotto NL-Jumbo TLJ |
| ----------------------------------- | ----------------------- | ------------------ |
| Num                                 | Coureur                 | Pos                |
| 1                                   |                         |                    |
| 2                                   | Brian Bulgaç (NED)      | AB                 |
| 3                                   | Martijn Keizer (NED)    | 22e                |
| 4                                   | Wilco Kelderman (NED)   | 8e                 |
| 5                                   | Steven Kruijswijk (NED) | 10e                |
| 6                                   | Bert-Jan Lindeman (NED) | 49e                |
| 7                                   | Barry Markus (NED)      | AB                 |
| 8                                   |                         |                    |
| Directeur sportif : Louis Delahaije |                         |                    |

| BMC Racing BMC                      | BMC Racing BMC           | BMC Racing BMC |
| ----------------------------------- | ------------------------ | -------------- |
| Num                                 | Coureur                  | Pos            |
| 11                                  | Campbell Flakemore (AUS) | AB             |
| 12                                  | Ben Hermans (BEL)        | 31e            |
| 13                                  | Stefan Küng (SUI)        | 1er            |
| 14                                  | Amaël Moinard (FRA)      | 7e             |
| 15                                  | Manuel Senni (ITA)       | 46e            |
| 16                                  | Dylan Teuns (BEL)        | 3e             |
| 17                                  | Danilo Wyss (SUI)        | 33e            |
| 18                                  | Rick Zabel (GER)         | 16e            |
| Directeur sportif : Jackson Stewart |                          |                |

| Bardiani CSF BAR                      | Bardiani CSF BAR         | Bardiani CSF BAR |
| ------------------------------------- | ------------------------ | ---------------- |
| Num                                   | Coureur                  | Pos              |
| 21                                    | Sonny Colbrelli (ITA)    | 27e              |
| 22                                    | Enrico Barbin (ITA)      | AB               |
| 23                                    | Alessandro Tonelli (ITA) | AB               |
| 24                                    | Enrico Battaglin (ITA)   | 4e               |
| 25                                    | Andrea Piechele (ITA)    | AB               |
| 26                                    | Nicola Ruffoni (ITA)     | AB               |
| 27                                    | Paolo Simion (ITA)       | AB               |
| 28                                    |                          |                  |
| Directeur sportif : Roberto Reverberi |                          |                  |

| CCC Sprandi Polkowice CCC         | CCC Sprandi Polkowice CCC         | CCC Sprandi Polkowice CCC |
| --------------------------------- | --------------------------------- | ------------------------- |
| Num                               | Coureur                           | Pos                       |
| 31                                | Davide Rebellin (ITA)             | 25e                       |
| 32                                | Jarosław Marycz (POL)             | AB                        |
| 33                                | Bartłomiej Matysiak (POL) (Route) | AB                        |
| 34                                | Maciej Paterski (POL)             | 2e                        |
| 35                                | Grega Bole (SLO)                  | 12e                       |
| 36                                | Marek Rutkiewicz (POL)            | AB                        |
| 37                                | Branislau Samoilau (BLR)          | AB                        |
| 38                                | Mateusz Taciak (POL)              | AB                        |
| Directeur sportif : Piotr Wadecki |                                   |                           |

| Cult Energy CLT                    | Cult Energy CLT         | Cult Energy CLT |
| ---------------------------------- | ----------------------- | --------------- |
| Num                                | Coureur                 | Pos             |
| 41                                 | Linus Gerdemann (GER)   | AB              |
| 42                                 | Rasmus Guldhammer (DEN) | 5e              |
| 43                                 | Alex Kirsch (LUX)       | AB              |
| 44                                 | Mads Pedersen (DEN)     | AB              |
| 45                                 | Martin Mortensen (DEN)  | AB              |
| 46                                 | Troels Vinther (DEN)    | AB              |
| 47                                 | Fabian Wegmann (GER)    | NP              |
| 48                                 |                         |                 |
| Directeur sportif : Michael Skelde |                         |                 |

| Nippo-Vini Fantini NIP            | Nippo-Vini Fantini NIP     | Nippo-Vini Fantini NIP |
| --------------------------------- | -------------------------- | ---------------------- |
| Num                               | Coureur                    | Pos                    |
| 51                                | Damiano Cunego (ITA)       | 9e                     |
| 52                                | Daniele Colli (ITA)        | 17e                    |
| 53                                | Genki Yamamoto (JPN)       | AB                     |
| 54                                | Shiki Kuroeda (JPN)        | AB                     |
| 55                                | Alessandro Malaguti (ITA)  | 43e                    |
| 56                                | Nicolas Marini (ITA)       | AB                     |
| 57                                | Mattia Pozzo (ITA)         | AB                     |
| 58                                | Riccardo Stacchiotti (ITA) | AB                     |
| Directeur sportif : Mario Manzoni |                            |                        |

| Roompot Oranje Peloton ROP               | Roompot Oranje Peloton ROP | Roompot Oranje Peloton ROP |
| ---------------------------------------- | -------------------------- | -------------------------- |
| Num                                      | Coureur                    | Pos                        |
| 61                                       |                            |                            |
| 62                                       | Huub Duyn (NED)            | 15e                        |
| 63                                       | Reinier Honig (NED)        | AB                         |
| 64                                       | Michel Kreder (NED)        | 35e                        |
| 65                                       | Maurits Lammertink (NED)   | 13e                        |
| 66                                       | André Looij (NED)          | AB                         |
| 67                                       | Mike Terpstra (NED)        | 36e                        |
| 68                                       | Etienne van Empel (NED)    | AB                         |
| Directeur sportif : Jean-Paul van Poppel |                            |                            |

| Southeast STH                     | Southeast STH           | Southeast STH |
| --------------------------------- | ----------------------- | ------------- |
| Num                               | Coureur                 | Pos           |
| 71                                | Mauro Finetto (ITA)     | 23e           |
| 72                                | Andrea Dal Col (ITA)    | AB            |
| 73                                | Rafael Andriato (BRA)   | AB            |
| 74                                | Giuseppe Fonzi (ITA)    | AB            |
| 75                                | Francesco Gavazzi (ITA) | 11e           |
| 76                                | Simone Ponzi (ITA)      | 28e           |
| 77                                | Mirko Tedeschi (ITA)    | AB            |
| 78                                | Eugert Zhupa (ALB)      | 41e           |
| Directeur sportif : Serge Parsani |                         |               |

| Topsport Vlaanderen-Baloise TSV    | Topsport Vlaanderen-Baloise TSV | Topsport Vlaanderen-Baloise TSV |
| ---------------------------------- | ------------------------------- | ------------------------------- |
| Num                                | Coureur                         | Pos                             |
| 81                                 | Kenny De Ketele (BEL)           | AB                              |
| 82                                 | Floris De Tier (BEL)            | 44e                             |
| 83                                 | Sander Helven (BEL)             | AB                              |
| 84                                 | Pieter Jacobs (BEL)             | 18e                             |
| 85                                 | Thomas Sprengers (BEL)          | 33e                             |
| 86                                 | Arthur Vanoverberghe (BEL)      | AB                              |
| 87                                 | Otto Vergaerde (BEL)            | AB                              |
| 88                                 |                                 |                                 |
| Directeur sportif : Hans De Clercq |                                 |                                 |

| Wanty-Groupe Gobert WGG                 | Wanty-Groupe Gobert WGG | Wanty-Groupe Gobert WGG |
| --------------------------------------- | ----------------------- | ----------------------- |
| Num                                     | Coureur                 | Pos                     |
| 91                                      | Jérôme Baugnies (BEL)   | 32e                     |
| 92                                      | Francis De Greef (BEL)  | 37e                     |
| 93                                      | Yannick Eijssen (BEL)   | AB                      |
| 94                                      | Jan Ghyselinck (BEL)    | AB                      |
| 95                                      | Marco Minnaard (NED)    | AB                      |
| 96                                      | Lander Seynaeve (BEL)   | AB                      |
| 97                                      | Kévin Van Melsen (BEL)  | AB                      |
| 98                                      | Tim De Troyer (BEL)     | AB                      |
| Directeur sportif : Sébastien Demarbaix |                         |                         |

| An Post-ChainReaction SKT         | An Post-ChainReaction SKT         | An Post-ChainReaction SKT |
| --------------------------------- | --------------------------------- | ------------------------- |
| Num                               | Coureur                           | Pos                       |
| 101                               | Sean Downey (IRL)                 | AB                        |
| 102                               | Joshua Edmondson (GBR)            | AB                        |
| 103                               | Xandro Meurisse (BEL)             | AB                        |
| 104                               | Ryan Mullen (IRL) (Route)         | AB                        |
| 105                               | Paulius Šiškevičius (LTU) (Route) | AB                        |
| 106                               | Alistair Slater (GBR)             | AB                        |
| 107                               | Conor Dunne (IRL)                 | AB                        |
| 108                               | Jack Wilson (IRL)                 | AB                        |
| Directeur sportif : Kurt Bogaerts |                                   |                           |

| Baby-Dump BBD                    | Baby-Dump BBD            | Baby-Dump BBD |
| -------------------------------- | ------------------------ | ------------- |
| Num                              | Coureur                  | Pos           |
| 111                              | Niek Boom (NED)          | AB            |
| 112                              | Luuc Bugter (NED)        | AB            |
| 113                              | Twan Castelijns (NED)    | AB            |
| 114                              | Roy Eefting (NED)        | AB            |
| 115                              | Koos Jeroen Kers (NED)   | AB            |
| 116                              | Ian Richards (AUS)       | AB            |
| 117                              | Harry Sweering (NED)     | AB            |
| 118                              | Tristan Timmermans (NED) | AB            |
| Directeur sportif : Bernt Hamers |                          |               |

| Jo Piels CJP                        | Jo Piels CJP          | Jo Piels CJP |
| ----------------------------------- | --------------------- | ------------ |
| Num                                 | Coureur               | Pos          |
| 121                                 | Tim Ariesen (NED)     | AB           |
| 122                                 | Gert-Jan Bosman (NED) | AB           |
| 123                                 | Twan Brusselman (NED) | AB           |
| 124                                 | Jochem Hoekstra (NED) | 39e          |
| 125                                 | Adriaan Janssen (NED) | 38e          |
| 126                                 | Stefan Poutsma (NED)  | AB           |
| 127                                 | Sven van Luijk (NED)  | 42e          |
| 128                                 | Joey van Rhee (NED)   | AB           |
| Directeur sportif : Sjaak van Hooft |                       |              |

| Join-S-De Rijke RIJ               | Join-S-De Rijke RIJ      | Join-S-De Rijke RIJ |
| --------------------------------- | ------------------------ | ------------------- |
| Num                               | Coureur                  | Pos                 |
| 131                               | Jetse Bol (NED)          | 21e                 |
| 132                               | Robbert de Greef (NED)   | AB                  |
| 133                               | Ike Groen (NED)          | 45e                 |
| 134                               | Kobus Hereijgers (NED)   | 48e                 |
| 135                               | Taco van der Hoorn (NED) | AB                  |
| 136                               | Wouter Mol (NED)         | 19e                 |
| 137                               | Timon van Reek (NED)     | AB                  |
| 138                               | Dex Groen (NED)          | AB                  |
| Directeur sportif : Frank Kwanten |                          |                     |

| Metec-TKH-Mantel MET                     | Metec-TKH-Mantel MET     | Metec-TKH-Mantel MET |
| ---------------------------------------- | ------------------------ | -------------------- |
| Num                                      | Coureur                  | Pos                  |
| 141                                      | Tijmen Eising (NED)      | AB                   |
| 142                                      | Jarno Gmelich (NED)      | AB                   |
| 143                                      | Niels Goeree (NED)       | AB                   |
| 144                                      | Jasper Hamelink (NED)    | AB                   |
| 145                                      | Dries Hollanders (BEL)   | AB                   |
| 146                                      | Sjoerd Kouwenhoven (NED) | AB                   |
| 147                                      | Stef Krul (NED)          | AB                   |
| 148                                      | Oscar Riesebeek (NED)    | AB                   |
| Directeur sportif : Adri van Houwelingen |                          |                      |

| Parkhotel Valkenburg PVC       | Parkhotel Valkenburg PVC | Parkhotel Valkenburg PVC |
| ------------------------------ | ------------------------ | ------------------------ |
| Num                            | Coureur                  | Pos                      |
| 151                            | Dennis Bakker (NED)      | AB                       |
| 152                            | James Judd (NZL)         | AB                       |
| 153                            | Bram Nolten (NED)        | AB                       |
| 154                            | Jasper Ockeloen (NED)    | 14e                      |
| 155                            | Jaap Kooijman (NED)      | AB                       |
| 156                            | Jim van den Berg (NED)   | AB                       |
| 157                            | Bart van Haaren (NED)    | AB                       |
| 158                            | Marco Zanotti (ITA)      | AB                       |
| Directeur sportif : Paul Tabak |                          |                          |

| Rabobank Development RDT              | Rabobank Development RDT | Rabobank Development RDT |
| ------------------------------------- | ------------------------ | ------------------------ |
| Num                                   | Coureur                  | Pos                      |
| 161                                   | Lennard Hofstede (NED)   | 47e                      |
| 162                                   | Merijn Korevaar (NED)    | AB                       |
| 163                                   | Peter Lenderink (NED)    | AB                       |
| 164                                   | Sam Oomen (NED)          | 30e                      |
| 165                                   | Antwan Tolhoek (NED)     | AB                       |
| 166                                   |                          |                          |
| 167                                   | Maarten van Trijp (NED)  | NP                       |
| 168                                   |                          |                          |
| Directeur sportif : Arthur van Dongen |                          |                          |

| SEG Racing SEG        | SEG Racing SEG | SEG Racing SEG |
| --------------------- | -------------- | -------------- |
| Num                   | Coureur        | Pos            |
| 171                   |                |                |
| 172                   |                |                |
| 173                   |                |                |
| 174                   |                |                |
| 175                   |                |                |
| 176                   |                |                |
| 177                   |                |                |
| 178                   |                |                |
| Directeur sportif : ? |                |                |

| Trefor-Blue Water TBW              | Trefor-Blue Water TBW        | Trefor-Blue Water TBW |
| ---------------------------------- | ---------------------------- | --------------------- |
| Num                                | Coureur                      | Pos                   |
| 181                                | Søren Kragh Andersen (DEN)   | 6e                    |
| 182                                | Patrick Clausen (DEN)        | AB                    |
| 183                                | Anders Hardahl (DEN)         | AB                    |
| 184                                | Asbjørn Kragh Andersen (DEN) | AB                    |
| 185                                | Mads Rahbek (DEN)            | AB                    |
| 186                                | Thomas Riis (DEN)            | AB                    |
| 187                                | Emil Vinjebo (DEN)           | AB                    |
| 188                                | Jonas Gregaard (DEN)         | AB                    |
| Directeur sportif : Allan Johansen |                              |                       |

| 3M MMM                              | 3M MMM                     | 3M MMM |
| ----------------------------------- | -------------------------- | ------ |
| Num                                 | Coureur                    | Pos    |
| 191                                 | Jaap de Man (NED)          | AB     |
| 192                                 | Jimmy Janssens (BEL)       | NP     |
| 193                                 | Connor McConvey (IRL)      | AB     |
| 194                                 | Dimitri Peyskens (BEL)     | 29e    |
| 195                                 | Geert van der Weijst (NED) | AB     |
| 196                                 |                            |        |
| 197                                 |                            |        |
| 198                                 | Michael Vingerling (NED)   | AB     |
| Directeur sportif : Bernard Moerman |                            |        |

| Vastgoedservice-Golden Palace VGS  | Vastgoedservice-Golden Palace VGS | Vastgoedservice-Golden Palace VGS |
| ---------------------------------- | --------------------------------- | --------------------------------- |
| Num                                | Coureur                           | Pos                               |
| 201                                | Dennis Coenen (BEL)               | AB                                |
| 202                                | Alexander Cools (BEL)             | AB                                |
| 203                                | Sander Cordeel (BEL)              | AB                                |
| 204                                | Gerry Druyts (BEL)                | AB                                |
| 205                                | Kevin Hulsmans (BEL)              | NP                                |
| 206                                | Sam Lennertz (BEL)                | AB                                |
| 207                                | Alphonse Vermote (BEL)            | AB                                |
| 208                                | Timothy Stevens (BEL)             | AB                                |
| Directeur sportif : Stijn Van Hout |                                   |                                   |

| Verandas Willems WIL             | Verandas Willems WIL    | Verandas Willems WIL |
| -------------------------------- | ----------------------- | -------------------- |
| Num                              | Coureur                 | Pos                  |
| 211                              | Gaëtan Bille (BEL)      | 20e                  |
| 212                              | Joeri Calleeuw (BEL)    | AB                   |
| 213                              | Dimitri Claeys (BEL)    | 24e                  |
| 214                              |                         |                      |
| 215                              | Olivier Pardini (BEL)   | 40e                  |
| 216                              | Kai Reus (NED)          | NP                   |
| 217                              |                         |                      |
| 218                              | Stef Van Zummeren (BEL) | AB                   |
| Directeur sportif : Danny Schets |                         |                      |

| Wallonie-Bruxelles WBC                | Wallonie-Bruxelles WBC  | Wallonie-Bruxelles WBC |
| ------------------------------------- | ----------------------- | ---------------------- |
| Num                                   | Coureur                 | Pos                    |
| 221                                   | Ludwig De Winter (BEL)  | AB                     |
| 222                                   | Antoine Demoitié (BEL)  | 26e                    |
| 223                                   | Jonathan Dufrasne (BEL) | AB                     |
| 224                                   | Loïc Pestiaux (BEL)     | AB                     |
| 225                                   | Gaëtan Pons (BEL)       | AB                     |
| 226                                   | Julien Stassen (BEL)    | AB                     |
| 227                                   | Antoine Warnier (BEL)   | AB                     |
| 228                                   |                         |                        |
| Directeur sportif : Christophe Brandt |                         |                        |